# Сънрайз Авеню
„Сънрайз Авеню“ (Sunrise Avenue) е рок квинтет от Хелзинки, Финландия. Техният стил варира от хард и динамичен рок до мелодични балади като „Heal me“.

## Бандата днес
- Саму Хабер (2 април 1976 в Хелзинки)
 – текстописец, водещи вокали, китара
- Раул Рууту (28 август 1975 във Вантаа)
 – бас китара, беквокали
- Юкка Баклунд (30 декември 1982 в Хелзинки)
 – клавирни, продуциращ (от 2005)
- Сами Осала (10 март 1980 в Сейнайоки)
 – барабани (от 2005)

Дебюта си правят през 2006 година с песента Всичко заради теб. Най-добрата им песен според повечето им фенове е Завинаги твой, която е пусната по музикалните телевизии като MM и МТВ през 2007 година.

## Предишни членове
Янне Каркейнен (27 ноември 1976 във Вантаа)
 – китара, беквокал; уволнен от Саму Хабер през 17 август 2007

## Дискография

### Албуми
| Година | Име                             | Най-добра позиция | Най-добра позиция | Най-добра позиция | Най-добра позиция | Най-добра позиция | Най-добра позиция |
| Година | Име                             | ФИН               | ШВЕ               | АВС               | ГЕР               | ШВЕ               | ГЪР               |
| ------ | ------------------------------- | ----------------- | ----------------- | ----------------- | ----------------- | ----------------- | ----------------- |
| 2006   | На път към страната на чудесата | 2                 | 15                | 5                 | 12                | 10                | 1                 |
| 2009   | Попгасм                         | 5                 | 7                 | 13                | 16                |                   |                   |
| 2010   | Акустично турне 2010            | 5                 |                   |                   |                   |                   |                   |
| 2011   | Извън стила                     | 2                 | 8                 | 6                 | 6                 |                   |                   |
| 2013   | Unholy Ground                   |                   |                   |                   |                   |                   |                   |
| 2017   | Heartbreak Century              |                   |                   |                   |                   |                   |                   |

### Сингли
- Всичко заради теб 2006
- Ромео 2006
- Приказка, завършена зле 2006
- Завинаги твой 2007
- Диаманти 2007
- Излекувай ме 2007
- Избрах да бъда себе си 2008
- Холивудски хълмове 2011